# Pontífice
Pontífice es un título de ciertos líderes religiosos, ahora usado principalmente para referirse al papa. 
En la antigua Roma, era el funcionario que tenía a su cuidado el puente sobre el Tíber, el río sagrado (y al mismo tiempo una deidad). Más tarde el término tomó un nuevo significado, los pontífices eran hombres que pertenecían al consejo religioso supremo de la antigua Roma, llamado Colegio de Pontífices (Collegium Pontificum), en el que el Pontifex Maximus poseía la máxima representación religiosa. No en vano, el jefe del colegio de los pontífices fue en tiempos antiguos el mismo  rey y ciertamente todos los emperadores romanos revistieron esta autoridad: el mismo Constantino, el mayor impulsor del catolicismo, quiso revestirla. Los pontífices por una parte presidían el culto nacional —no olvidemos que en Roma la religión era una cuestión de Estado — y por otra inspeccionaban el culto privado, las bodas, las ofrendas a los difuntos, etc., y, de entre ellos, el llamado rey de los sacrificios, asumía las antiguas funciones sagradas del rey.
Actualmente, el término se refiere al papa, jefe supremo de la Iglesia católica aunque el término se aplica también a obispos y arzobispos, por lo que suele diferenciarse al papa llamándolo sumo pontífice, el cual es considerado por la doctrina católica como el puente entre Dios y la humanidad, entre el cielo y la tierra, se le atribuye conectar ambos mundos como sucesor de Pedro cumpliendo con la tarea que le fue encomendada por Jesús.

17. Replicando Jesús le dijo: «Bienaventurado eres Simón, hijo de Jonás, porque no te ha revelado esto la carne ni la sangre, sino mi Padre que está en los cielos.

18. Y yo a mi vez te digo que tú eres Pedro, y sobre esta piedra edificaré mi Iglesia, y las puertas del Hades no prevalecerán contra ella.
19. A ti te daré las llaves del Reino de los Cielos; y lo que ates en la tierra quedará atado en los cielos, y lo que desates en la tierra quedará desatado en los cielos.»
Mt. 16, 17-19

## Etimología
El término, de raíz latina, y referido a altas personalidades políticas del Imperio romano, está formado por las palabras pons, "puente" + facere, "hacer", con un significado real de "constructor de puentes". Esto, sin embargo, se discute, dado que podría tratarse de una etimología popular. Vea Pontifex para más detalles sobre el término de romano original.